# If I Believe
『If I Believe』（イフ・アイ・ビリーヴ）は、2003年7月9日に発売された、倉木麻衣の4作目のオリジナルアルバム。

## 概要
前作『FAIRY TALE』より約9ヶ月ぶりのリリースとなった。デビュー以来4作連続でオリコンアルバムチャート1位を記録。
全11曲のうちアルバム曲は5曲。このうち「Tonight, I feel close to you」は孫燕姿とデュエットした楽曲。「If I Believe」「SAME」「Just A Little Bit」の歌詞は歌詞カードに直筆で掲載されている。
「If I Believe」「SAME」はアルバム曲としては珍しくフルサイズのミュージック・ビデオが制作され、クリップ集『My Reflection』でどちらも視聴可能である。

## 収録曲
| 全作詞: 倉木麻衣（特記以外）。 |                                                                                  |                      |                                           |                                           |      |
| #                              | タイトル                                                                         | 作詞                 | 作曲                                      | 編曲                                      | 時間 |
| 1.                             | 「If I Believe」                                                                 | 倉木麻衣（特記以外） | 大野愛果                                  | Cybersound                                | 3:43 |
| 2.                             | 「Time after time〜花舞う街で〜 (theater version)」                              | 倉木麻衣（特記以外） | 大野愛果                                  | 池田大介、Cybersound                      | 4:12 |
| 3.                             | 「風のららら」                                                                   | 倉木麻衣（特記以外） | 春畑道哉                                  | Cybersound                                | 4:22 |
| 4.                             | 「Kiss」                                                                         | 倉木麻衣（特記以外） | Yoko B. Stone                             | Cybersound                                | 4:36 |
| 5.                             | 「mi corazón」                                                                   | 倉木麻衣（特記以外） | M. Africk、M. Pessoa、Perry Geyer         | M. Pessoa                                 | 4:14 |
| 6.                             | 「I don't wanna lose you」                                                       | 倉木麻衣（特記以外） | 徳永暁人                                  | 徳永暁人                                  | 4:06 |
| 7.                             | 「Make my day〜album version〜」(作詞: 倉木麻衣、M. Africk)                      | 倉木麻衣（特記以外） | 徳永暁人                                  | Cybersound                                | 3:57 |
| 8.                             | 「SAME」                                                                         | 倉木麻衣（特記以外） | M. Africk、M. Pessoa、Perry Geyer、J.Risk | M. Africk、M. Pessoa、Perry Geyer、J.Risk | 3:59 |
| 9.                             | 「Just A Little Bit」(作詞: 倉木麻衣、M. Africk)                                 | 倉木麻衣（特記以外） | M. Africk、M. Pessoa、Perry Geyer、J.Risk | M. Africk、M. Pessoa、Perry Geyer、J.Risk | 4:31 |
| 10.                            | 「You are not the only one」                                                     | 倉木麻衣（特記以外） | 徳永暁人                                  | Cybersound                                | 4:02 |
| 11.                            | 「Tonight, I feel close to youwith 孫燕姿 <Yan-Zi>」(作詞: 倉木麻衣、西室斗紀子) | 倉木麻衣（特記以外） | 大野愛果                                  | Cybersound                                | 4:05 |
| 合計時間:                      | 合計時間:                                                                        | 合計時間:            | 合計時間:                                 | 45:47                                     |      |

### 楽曲解説
1. 「If I Believe」
「シーブリーズ」CMソング。デビュー直後には存在していて、約3年間温められていた[1]。
2. 「Time after time〜花舞う街で〜 (theater version)」
15thシングル。映画『名探偵コナン 迷宮の十字路』主題歌。映画で使用されたバージョンで収録されている。
3. 「風のららら」
17thシングル。アニメ『名探偵コナン』オープニング・テーマ。
4. 「Kiss」
16thシングル。「シーブリーズ」CMソング。
5. 「mi corazón」
日本語で「私の心」[1]。倉木が大学の第二外国語として学んだスペイン語が使用されている。
6. 「I don't wanna lose you」
14thシングル「Make my day」のカップリング曲。アルバム用にミックスされている[1]。
7. 「Make my day 〜album version〜」
14thシングルのアルバムバージョン。Cybersoundによってよりグルーブ感を強調している[1]。
8. 「SAME」
9. 「Just A Little Bit」
10. 「You are not the only one」
16thシングル「Kiss」のカップリング曲。ヴォーカルが新録されている。
11. 「Tonight, I feel close to you (with 孫燕姿 <Yan-Zi>)」
中華民国の歌手、孫燕姿とデュエットした楽曲。PVが制作されており、共にサビをレコーディングする姿や談笑する様子、倉木が孫にシングル「Love, Day After Tomorrow」の「L.O.V.E」の手振りを教えている様子などが収録されている。ビデオクリップ集「My Reflection」に収録された「If I Believe」全曲紹介映像で視聴可能である。

## 演奏
- 倉木麻衣
  - Vocal
  - Background Vocal (#1-8.10)
  - Voices (#4)
  - Rap (#10)
- Michael Africk
  - Background Vocal (#1-5.8.9)
  - Voices (#4)
  - Rap (#10)
- Perry Gayer：Computer Manipulation & Programming (#1.2.3.4.7.8.9.11)
- Miguel Sa Pessoa：Keyboards (#1.2.3.5.7.8.9.10)
- 池田大介：Keyboards (#2)
- Johnny Risk：Guitars (#2.4.8.9.10)
- 大賀好修：Guitars (#3)
- YOKO B.Stone：Background Vocals, Voices, Additional Programming (#4)
- Keith Bazzle：Background Vocals, Voices (#4)
- Ryo Watabe：Guitars (#4)
- Dan Africk：Guitars (#5)
- 徳永暁人
  - Background Vocals (#6.7)
  - Additional Programming (#7)
- Greg Hawkes：Keyboards, Background Vocal  (#11)
- 大野愛果：Background Vocal (#11)